# 大阪市立酉島小学校
大阪市立酉島小学校（おおさかしりつ とりしましょうがっこう）は、大阪府大阪市此花区酉島2丁目にある公立の小学校。

## 沿革
1938年に大阪市酉島尋常小学校として開校した。1941年には国民学校令の施行により、大阪市酉島国民学校に改称している。
太平洋戦争の戦局悪化により、大阪市を含む大都市の国民学校児童に対して1944年以降、学童疎開の指示が出された。学童疎開は縁故を原則としたが、縁故に頼れない児童については学校から集団疎開に参加させることにした。集団疎開先の府県は各行政区ごとに指定され、此花区の国民学校には愛媛県への集団疎開が実施されることになった。酉島国民学校の児童らは愛媛県西条市へと疎開を実施している。
1945年6月1日の第二次大阪大空襲で校舎を焼失し、また地域の被害も大きかったため、終戦直後の1946年3月には休校措置となり、大阪市伝法国民学校（現・大阪市立伝法小学校）へ統合された。
地域の復興により、1960年に大阪市立酉島小学校として学校を再開した。

### 年表
- 1938年1月28日 - 大阪市酉島尋常小学校として開校[1]。
- 1941年4月1日 - 国民学校令により大阪市酉島国民学校となる。
- 1945年6月1日 - 大阪大空襲により校舎が焼失する。
- 1946年3月31日 - 戦災により休校し、伝法国民学校に統合。
- 1960年4月1日 - 大阪市立酉島小学校として再開。

## 通学区域
- 大阪市此花区[2]
  - 酉島1-2丁目・3丁目（1～14番）・4丁目（1番）

卒業生は大阪市立梅香中学校に進学する。

## 交通
- 大阪シティバス 59号系統「酉島小学校」バス停より。
- 阪神なんば線 伝法駅より西へ約1.3km。